# Вперёд, Лентяево!
«Вперёд, Лентяево!» (исл. Áfram Latibær!; англ. Go Go LazyTown!) — исландская детская пьеса Магнуса Скевинга, основанная на его одноимённой исландской книге. Премьера спектакля состоялась в 1996 году в Лофткасталинне. Пьеса пользовалась большой популярностью. Режиссёром выступил Балтазар Кормакур, в актёрский состав вошли Магнус Скевинг, Сельма Бьёрнсдоттир, Стейнн Арман Магнуссон, Ингрид Йонсдоттир, Йон Стефан Кристьянссон, Олафур Гудмундссон, Магнус Олафссон, Сигурвейг Йонсдоттир, Сигурьон Кьяртанссон, Ари Маттиассон, Палина Йонсдоттир, Торхаллур Агустссон и Гудмундур Андрес Эрлингссон. Позже мюзикл был адаптирован в популярный телесериал «Лентяево».

## Синопсис
Спектакль рассказывает о жителях Лентяева, которые вечно ленивы и ведут нездоровый образ жизни. Мэр получает письмо от президента, в котором рассказывается о спортивном соревновании в Лентяеве, где жители должны принять участие. После того, как мэру не удаётся убедить жителей принять участие в соревновании, приезжает Спортакус, который учит жителей вести здоровый образ жизни и убеждает их участвовать в соревнованиях. Лентяево в итоге выигрывает конкурс.

## В ролях
| Актёр                       | Персонаж (русское имя) | Персонаж (английское имя) | Персонаж (исландское имя) |
| --------------------------- | ---------------------- | ------------------------- | ------------------------- |
| Магнус Скевинг              | Спортакус              | Sportacus                 | Íþróttaálfurinn           |
| Сельма Бьёрнсдоттир         | Стефани                | Stephanie                 | Solla Stirða              |
| Стейнн Арман Магнуссон      | Зигги                  | Ziggy                     | Sigurður «Siggi» Sæti     |
| Ингрид Йонсдоттир           | Трикси                 | Trixie                    | Halla Hrekkjusvín         |
| Йон Стефан Кристьянссон     | Пиксель                | Pixel                     | Goggi Mega                |
| Олафур Гудмундссон          | Стинги                 | Stingy                    | Nenni Níski               |
| Магнус Олафссон             | Мэр Милфорд Минсуэлл   | Mayor Milford Meanswell   | Bæjarstjórinn             |
| Сигурвейг Йонсдоттир        | Бесси Бьюзибоди        | Bessie Busybody           | Stína Símalína            |
| Сигурьон Кьяртанссон        | Джайвс                 | Jives                     | Magnús «Maggi» Mjói       |
| Ари Маттиассон              | Офицер Обтуз Почтальон | Officer Obtuse Postman    | Lolli Lögga Póstur        |
| Палина Йонсдоттир           | Пенни Пестелла         | Penny Pestella            | Eyrún Eyðslukló           |
| Рораллур Агустссон          | Вор #1                 | Thief #1                  | Þjófur 1                  |
| Гудмундур Андрес Эрлингссон | Вор #2                 | Thief #2                  | Þjófur 2                  |

## Песни
- «Lífið er fúlt í Latabæ» — Мэр
- «Líttu á þetta Latibær» — Мэр
- «Stína símalína» — Бесси и Мэр
- «Öllu er lokið Latibær» — Мэр
- «Íþróttaálfurinn» — Спортакус
- «Siggi sæti» — Зигги
- «Goggi mega» — Пиксель
- «Maggi mjói» — Джайвс и его мама
- «Eyrún eyðslukló» — Пенни
- «Solla stirða» — Стефани
- «Halla hrekkjusvín» — Трикси
- «Nenni níski» — Стинги
- «Löggulagið» — Офицер Обтуз
- «Áfram Latibær!» — все персонажи[8]